# Klabonosa ferox
Klabonosa ferox är en stekelart som beskrevs av Boucek 1976. Klabonosa ferox ingår i släktet Klabonosa och familjen puppglanssteklar.
Artens utbredningsområde är Uganda. Inga underarter finns listade i Catalogue of Life.